# 34443 Markmadland
34443 Markmadland è un asteroide della fascia principale. Scoperto nel 2000, presenta un'orbita caratterizzata da un semiasse maggiore pari a 2,8543084 au e da un'eccentricità di 0,0635412, inclinata di 3,11529° rispetto all'eclittica.
L'asteroide è dedicato all'insegnante statunitense Mark Madland.